# Dumbrava de Sus, Hunedoara
Dumbrava de Sus este un sat în comuna Ribița din județul Hunedoara, Transilvania, România.

## Monumente istorice
- Biserica de lemn „Nașterea Domnului”

## Galerie de imagini

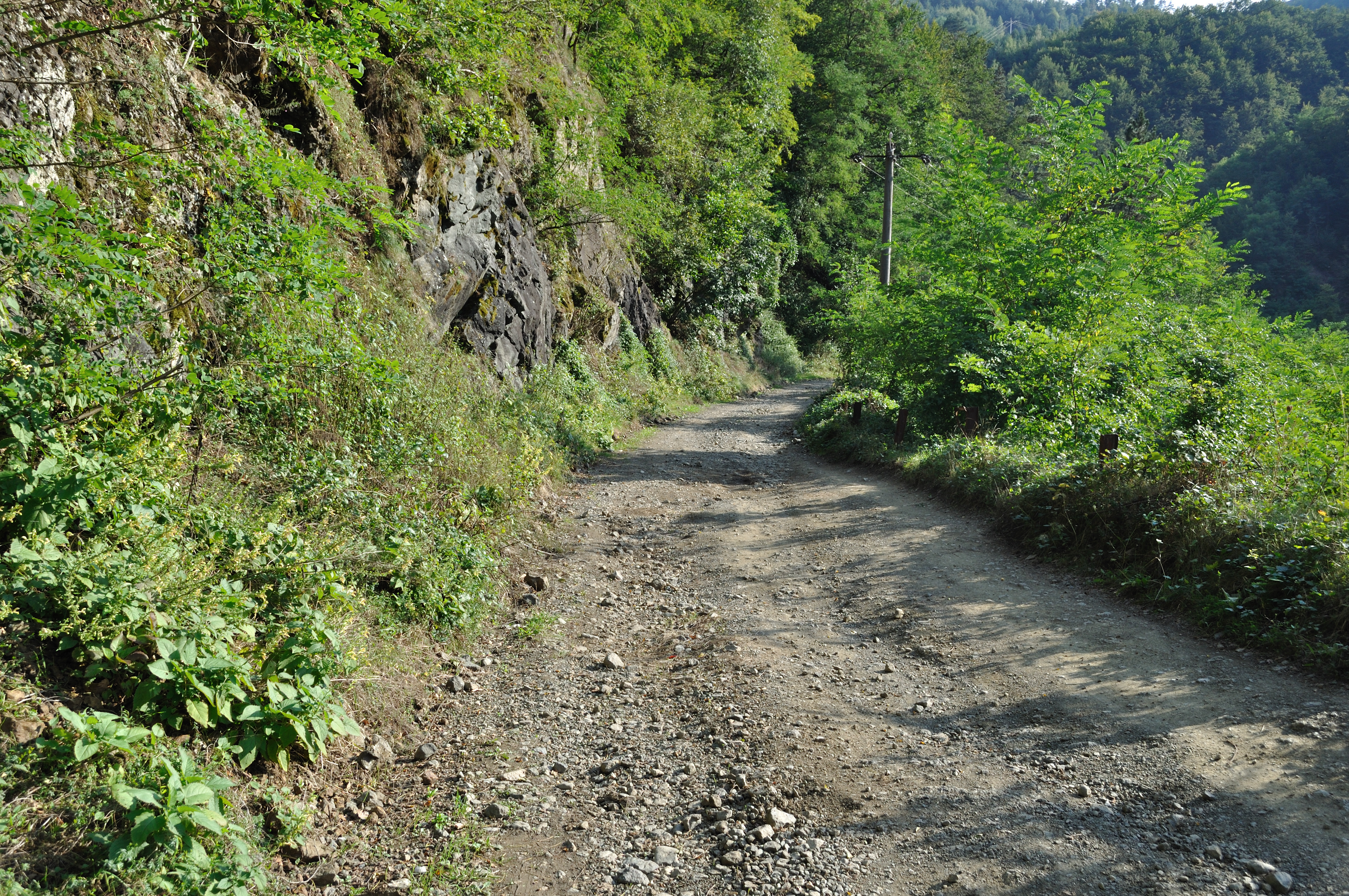
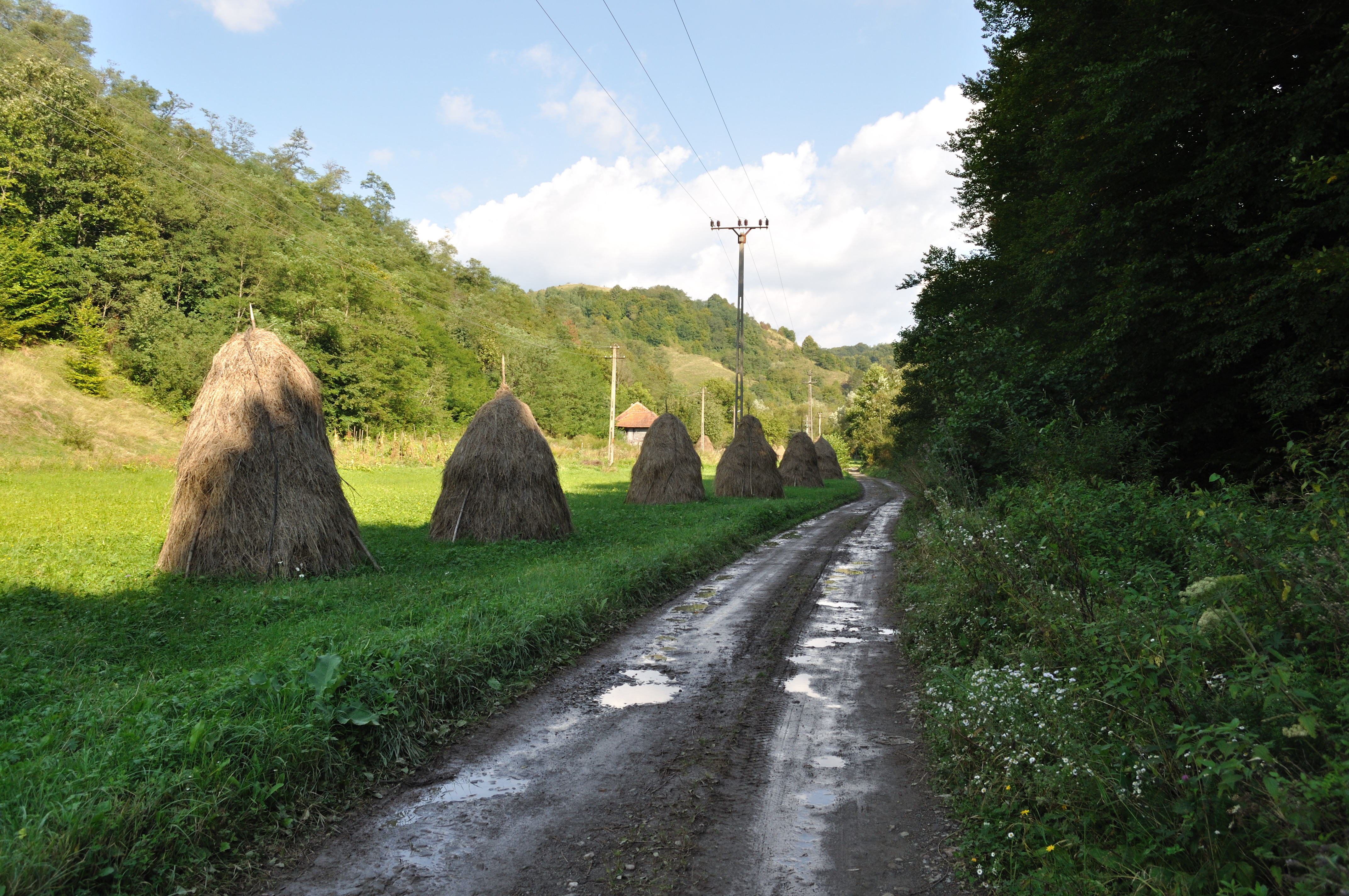
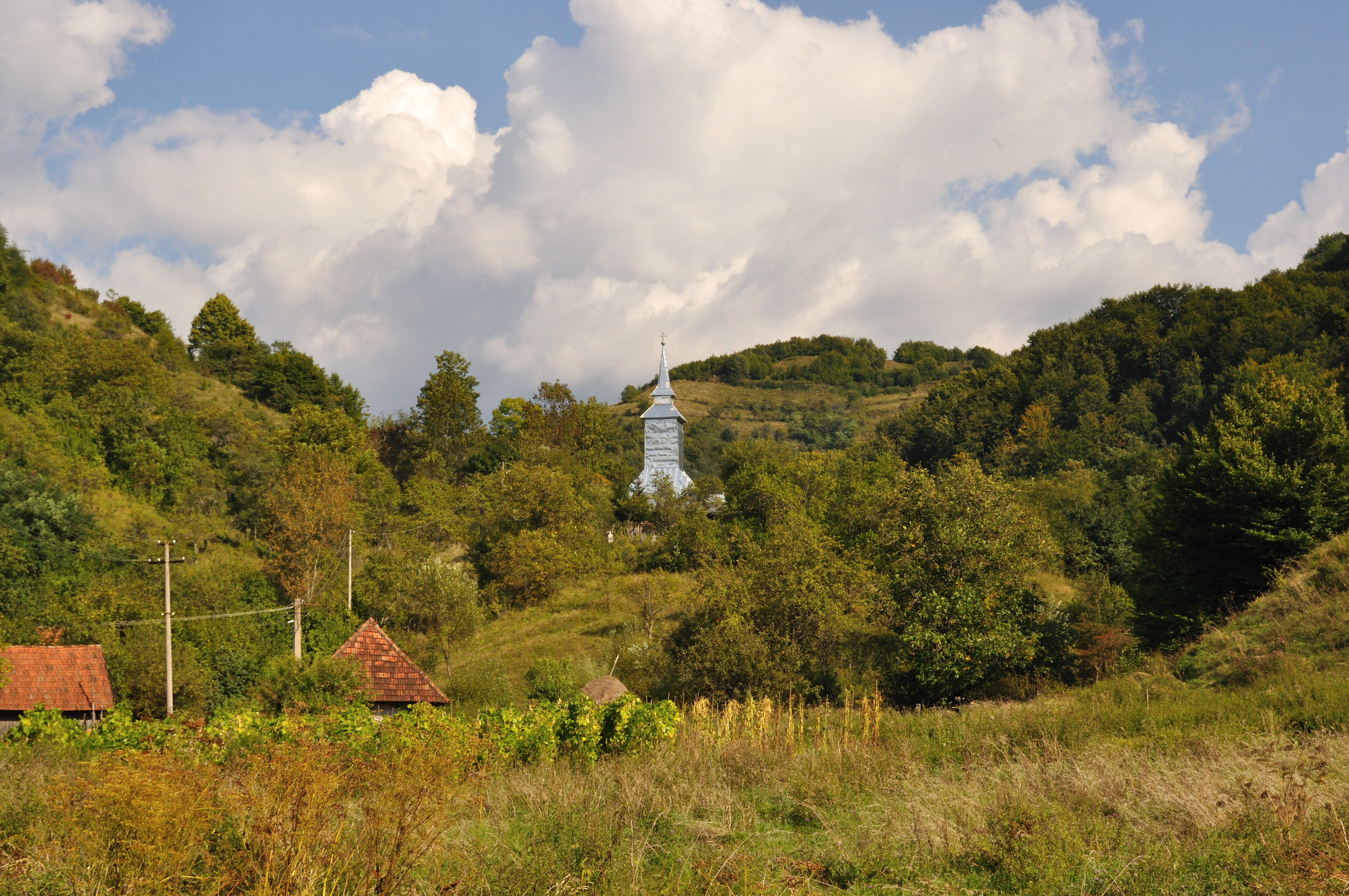